# Omumma
Omumma è una delle ventitré aree a governo locale (local government areas) in cui è suddiviso lo stato di Rivers, nella Repubblica Federale della Nigeria.
Si estende su una superficie di 170 km² e conta una popolazione di 136.000 abitanti.